# Гулхан-Евдокија од Грузије
Гулхан-Евдокија (груз. გულქან-ევდოკია) (умрла 2. маја 1395) је била прва супруга цара Манојла III Трапезунтског. Њено првобитно име је било Гулхан Хатун; Евдокија је било њено хришћанско крсно име.

## Породица
Гулхан је била ћерка краља Давида IX од Грузије и његове жене краљице Синдухтар Џакели. Била је сестра краља Баграта V од Грузије.
Њен деда по оцу био је краљ Гиорги V од Грузије. Идентитет његове супруге није познат. „Грузинске хронике“ из 18. века извештавају о томе да се оженио ћерком „грчког цара, господара Михаила Комнина“. Међутим, владајућа династија Византијског царства у 14. веку били су Палеолози, а не Комнини. У византијским изворима није забележен брак ћерке цара Михаила IX Палеолога и његове жене царице Рите Јерменске са грузијским владаром. Не постоји ни постојање било какве ванбрачне кћери цара Михаила IX. Комнини су ипак владали у Трапезунтском царству. Михаило Велики Комнин је био цар од 1344. до 1349. године. Његова жена је била Акрополитиса. Њихово једино дете забележено у примарним изворима био је цар Јован III Трапезунтски. Не зна се да ли је цар Јован III имао браћу и сестре.
Њен деда по мајци био је Кваркваре II Џакели, кнез Самтскхеа. Џакели су имали грузијску феудалну титулу "Еристави", титулу која је могла бити „гувернер региона“ или „војни командант“, отприлике еквивалентна. византијском стратегу и обично се преводи на енглески као „војвода“.

## Брак
Гулхан је прво била верена или удата за Андроника од Трапезунта, ванбрачног сина цара Алексија III од Трапезунта. Дана 14. марта 1376. године, Андроник је пао са прозора у царској палати и потом преминуо од задобијених повреда. Према Михаилу Панарету, у погребној поворци су учествовале само његова мајка и царица, а веридба је пренета на цара Манојла III Трапезунтског, кога Панарет описује као „млађег, правог и законитог” царевог сина. Детаљи попут ових навели су историчаре да више сумњају у инцидент. The Detlev Schwennicke (1978). Europäische Stammtafeln: Stammtafeln zur Geschichte der Europäischen Staaten., vol. 2, page 176 извештава да је убијен тако што је избачен из торња.
Панарет излаже хронологшки процес склапања брака. О ревидираној веридби се преговарало док је још боравила у Иверији: напустила је краљевство свог оца и састала се са царском странком у Макрагијалосу 15. августа 1377; заједно су се вратили у Трапезунт у недељу, 30. августа. 5. септембра Гулхан је крунисана за царицу, узела је Хришћанско име Евдокија, а сутрадан ју је митрополит Трапезунтски Теодосије венчао са царем Манојлом III; свадбене свечаности су трајале недељу дана.
Њихов једини познати син ће владати као Алексије IV Трапезунтски.

## Царица
Цар Алексије III је умро 20. марта 1390. године. Цар Манојло III га је наследио а Евдокија је постала царица. Њен мандат царице био је кратак, а завршио се њеном смрћу 2. маја 1395. године. Цар Манојло III убрзо се оженио Аном Филантропин.